# Zobena Dziesma
Zobena Dziesma (Sword Song) – piąty album w dorobku folk metalowej łotewskiej grupy Skyforger. 
Album jest całkowicie odmienny stylem muzycznym od poprzednich. W całości utrzymany jest w stylu pagan ethno - folku, granego na tradycyjnych ludowych instrumentach. Teksty utworów sławią dziedzictwo pogańskich przodków współczesnych Łotyszy. Niektóre utwory są powrotem do pierwotnej, ludowej wersji pieśni przerobionych na wcześniejszych albumach na folk metal lub black metal, część stanowi materiał przygotowany specjalnie na ten album. 
Skyforger w ramach promocji tej płyty odbył w styczniu i lutym 2004 trasę koncertową po Europie Zachodniej, pod nazwą "Pagan Warriors Across Europe" (Pogańscy wojownicy przemierzają Europę). Koncertował m.in. w Niemczech, Austrii, Holandii, Belgii i Szwajcarii. Występy zostały przychylnie przyjęte przez publiczność i krytykę.
W swej ojczystej Łotwie płyta "Zobena Dziesma" zdobyła tytuł "Płyty roku" w plebiscycie publicznej telewizji łotewskiej.
Wszystkie piosenki śpiewane są w języku łotewskim, z wyjątkiem piosenki nr 13, którą wykonują w języku litewskim.

## Lista utworów
1. Long I heard, now I see
2. Sword song
3. Perkons brought the bride
4. Ready to be a warrior
5. Around the hill I went
6. Prussian maid rides to war
7. Perkons left thundering
8. Silver river flows
9. Oh fog, oh dew
10. Horses neighed
11. Where you'll ride, brother?
12. Neighed the battle horses
13. When sun is rising